# Marchezais
Marchezais é uma comuna francesa na região administrativa do Centro, no departamento Eure-et-Loir. Estende-se por uma área de 2,19 km². Em 2010 a comuna tinha 360 habitantes (densidade: 164,4 hab./km²).